# Basilikan Mariatrost

Basilikan Mariatrost i Graz (Österrike) är en vallfartskyrka i förbundslandet Steiermark. Kyrkan ligger i utkanten av staden på Purberget.
Pilgrimsorten har en händelserik historia. På 1100-talet påstods att korsfarare hade tagit med sig hem ett stycke av det heliga korset som placerades i ett litet kapell på Purberget. Efterhand kom allt fler pilgrimer till platsen som kallades ”Heiliges Kreuz zum Landestrost”. Slutligen inrättades ett pastorat. 1480 ödelades hela orten med den lilla kyrkan av ungerska trupper. 
Det tog över 200 år innan vallfartstraditionen togs upp igen. 1666 tog friherre von Willersdorf en mariaskulptur med sig till Mariatrost och byggde ett litet kapell. Planerna på att bygga en kyrka omintetgjordes på grund av hans död. 1708 beslöt den nya ägaren Franz Caspar Canduzzi att bygga en kyrka och ett kloster. 1714 började bygget och ca 30 år senare stod kyrkan klart. Klostret upplöstes 1996, men kyrkan är fortfarande en av de viktigaste vallfartskyrkorna i Steiermark.
Kyrkan ritades av Andreas Stengg och hans son Johann Georg Stengg i högbarock stil. De två tornen och den stora kupolen dominerar dess utseende. Bland de högbarocka inventarierna utmärker sig högaltaret och predikstolen. Praktfulla fresker av Lukas von Schram och Johan Baptist Scheidt täcker taket och de övre sidoväggarna. 